# Madeinusa
Madeinusa – peruwiańsko-hiszpański dramat filmowy z 2006 roku w reżyserii Claudii Llosy, będący jej pełnometrażowym debiutem.
Obraz miał swoją premierę 24 stycznia 2006 roku na MFF w Rotterdamie, gdzie zdobył Nagrodę FIPRESCI. Później otrzymał liczne nagrody, m.in. na MFF w Mar del Plata, Hawanie, Limie, Cartagena de Indias czy w Hamburgu. Madeinusa była oficjalnym peruwiańskim kandydatem do Oscara dla najlepszego filmu nieanglojęzycznego, ale ostatecznie nie zdobyła nominacji. Film wszedł na ekrany polskich kin 5 stycznia 2007 roku.

## Fabuła
Tytułowa Madeinusa to 14-letnia dziewczyna mieszkająca w odizolowanej od świata fikcyjnej wiosce Manayaycuna, gdzieś w peruwiańskich Andach. Kiedy mieszkańcy przygotowują się do świąt wielkanocnych, do miejscowości dociera młody geolog z Limy. W tej niezmiernie religijnej indiańskiej społeczności obowiązuje przekonanie, że od godziny 15.00 w Wielki Piątek aż do Niedzieli Zmartwychwstania Bóg nie żyje, a więc można bezkarnie grzeszyć.

## Obsada
- Magaly Solier – Madeinusa
- Carlos J. de la Torre – Salvador
- Yiliana Chong – siostra Chale
- Juan Ubaldo Huamán – ojciec Cayo[3]

## Produkcja
Zdjęcia kręcono w Peru.